# Хуейдун (повіт, Гуандун)
22°58′54″ пн. ш. 114°43′07″ сх. д. / 22.98176° пн. ш. 114.71871° сх. д.
Хуейдун (кит. 惠东县, пін. Huìdōng Xiàn) — один із повітів КНР у складі префектури Хуейчжоу, провінція Гуандун. Адміністративний центр — містечко Піншань.

## Географія
Хуейдун лежить на висоті близько 29 метрів над рівнем моря на півдні виходить до Південнокитайського моря.

### Клімат
Повіт знаходиться у зоні, котра характеризується вологим субтропічним кліматом. Найтепліший місяць — липень із середньою температурою 28,2 °C. Найхолодніший місяць — січень, із середньою температурою 14 °С.
| Клімат повіту Хуейдун   | Клімат повіту Хуейдун | Клімат повіту Хуейдун | Клімат повіту Хуейдун | Клімат повіту Хуейдун | Клімат повіту Хуейдун | Клімат повіту Хуейдун | Клімат повіту Хуейдун | Клімат повіту Хуейдун | Клімат повіту Хуейдун | Клімат повіту Хуейдун | Клімат повіту Хуейдун | Клімат повіту Хуейдун | Клімат повіту Хуейдун |
| Показник                | Січ.                  | Лют.                  | Бер.                  | Квіт.                 | Трав.                 | Черв.                 | Лип.                  | Серп.                 | Вер.                  | Жовт.                 | Лист.                 | Груд.                 | Рік                   |
| Середній максимум, °C   | 19,7                  | 20,6                  | 23,1                  | 26,6                  | 29,6                  | 31                    | 32,4                  | 32,2                  | 31,3                  | 29,4                  | 25,6                  | 21,2                  | 26,9                  |
| Середня температура, °C | 14                    | 15,5                  | 18,3                  | 22,4                  | 25,3                  | 27,3                  | 28,2                  | 27,7                  | 26,6                  | 24,1                  | 19,8                  | 15,5                  | 22,1                  |
| Середній мінімум, °C    | 10,3                  | 12,1                  | 14,9                  | 19,4                  | 22,1                  | 24,4                  | 24,9                  | 24,6                  | 23,3                  | 20,4                  | 15,7                  | 11,6                  | 18,6                  |
| Норма опадів, мм        | 34.5                  | 60.4                  | 97.2                  | 189.6                 | 235.5                 | 327.7                 | 294.8                 | 301                   | 209.6                 | 38.1                  | 29.6                  | 31.7                  | 1849.7                |
| Вологість повітря, %    | 72                    | 78                    | 79                    | 81                    | 81                    | 83                    | 81                    | 83                    | 79                    | 75                    | 72                    | 71                    | 77.9                  |
| ----------------------- | --------------------- | --------------------- | --------------------- | --------------------- | --------------------- | --------------------- | --------------------- | --------------------- | --------------------- | --------------------- | --------------------- | --------------------- | --------------------- |
| Джерело: data.cma.cn    |                       |                       |                       |                       |                       |                       |                       |                       |                       |                       |                       |                       |                       |